# Denipaire
Denipaire är en kommun i departementet Vosges i regionen Grand Est (tidigare regionen Lorraine) i nordöstra Frankrike. Kommunen ligger i kantonen Senones som tillhör arrondissementet Saint-Dié-des-Vosges. År 2022 hade Denipaire 250 invånare.

## Befolkningsutveckling
Antalet invånare i kommunen Denipaire
| Referens: INSEE |